# 도널드 케이건
도널드 케이건 (Donald Kagan, 1932년 5월 1일~ 2021년 8월 6일)은 미국의 역사가로 예일 대학교에서 고대 그리스를 전공하였으며 고전학과의 명예교수로 재직 중이다. 4권의 펠로폰네소스 전쟁사로 유명하다. 1987-1988년 예일대학교 임시 체육 국장을 맡았고, 1989–1992년 예일 대학의 총장을 역임하였다. 그 전에는 코넬 대학교의 사학과에서 역사를 가르쳤다. 케이건은 현존 고대 그리스 사학자 중 가장 유명한 학자 중에 한명이다.

## 어린 시절
리투아니아의 유대인 가정에서 태어나 아버지의 사후 가족과 함께 이주한 뉴욕 브루클린의 브라운스빌에서 성장하였다. 브루클린 칼리지를 졸업하고 브라운 대학교에서 석사 학위를 받았고, 1958년 오하이오 주립대학교에서 박사 학위를 취득했다.
1958년에 정치학자 로버트 케이건의 부친이 되었다.

## 경력
그 자세는 처음에는 자유민주주의였지만, 1969년을 기점으로 그의 견해는 바뀌었다. 크레이그 웅거의 말을 인용한 짐 로브에 따르면, 1969년에 윌러드 스트레이트 홀 점령했던 총기 난사 군인을 주제로 한 흑인 연구 프로그램을 시작하라고 학교 당국이 압력을 넣었을 때부터 그의 관점이 변했다고 한다.
1997년에는 미국의 신세기 프로젝트의 시작을 생각하는 신보수주의(네오콘)의 주요 성명서에 자신의 이름을 올렸다.
2021년 8월 6일, 워싱턴 자택에서 사망했다.

## 주요 저서
- 도널드 케이건. (1965). The Great Dialogue: A History of Greek Political Thought from Homer to Polybius. 뉴욕: 프리 프레스. OCLC 63980809
- 도널드 케이건. (1969). The Outbreak of the Peloponnesian War. Ithaca: 코넬대학교 출판부. ISBN 0-8014-0501-7.
- 도널드 케이건. (1974). The Archidamian War. Ithaca: 코넬대학교 출판부. ISBN 0-8014-0889-X.
- 도널드 케이건. (1981). The Peace of Nicias and the Sicilian Expedition. Ithaca: 코넬대학교 출판부. ISBN 0-8014-1367-2.
- 도널드 케이건. (1987). The Fall of the Athenian Empire. Ithaca: 코넬대학교 출판부. ISBN 0-8014-1935-2
- 도널드 케이건. (1991). Pericles of Athens and the Birth of Democracy. 뉴욕: 더 프리 프레스. ISBN 0-684-86395-2.
- 도널드 케이건. (1995). On the Origins of War and the Preservation of Peace. 뉴욕: 더블데이. ISBN 0-385-42374-8.
- 도널드 케이건 and Kagan, Frederick. (2000). While America Sleeps. 뉴욕: St. Martin's Press. ISBN 0-312-20624-0.
- 도널드 케이건, Craig, Albert M., Graham, William A., Ozment, Steven, and Turner, Frank M. (2000). The Heritage of World Civilizations.
- 도널드 케이건, Ozment, Steven, and Turner, Frank M.. (2003). The Western Heritage. 뉴욕: 프렌티스 홀. ISBN 0-13-182839-8.
- 도널드 케이건. (2003). The Peloponnesian War. 뉴욕: Viking Press. ISBN 0-670-03211-5.
- 도널드 케이건. (2009). Thucydides: The Reinvention of History. 뉴욕: 바이킹 프레스. ISBN 0-670-02129-6.